# 금호석
금호석(1983년 2월 19일 ~ )은 대한민국의 배우이다.

## 학력
- 국민대학교 연극영화학과

## 출연작

### 드라마
- 《비밀의 여자》(2023년, KBS2) - 김성준 역 (특별출연)
- 《두뇌공조》 (2023년, KBS2) - 강인호 역
- 《으라차차 내 인생》(2022년, KBS1) - 김태평 역
- 《오케이 광자매》(2021년, KBS2) - 양대창 역
- 《무궁화 꽃이 피었습니다》 (2017년, KBS1) - 최경표 역
- 《별난 가족》 (2016년, KBS1) - 이필모 역
- 《넝쿨째 굴러온 당신》 (2012년, KBS2) - 윤범(악어백) 역
- 《동안미녀》 (2011년, KBS2) - 민기 역
- 《강력반》 (2011년, KBS2) - 이준수 역
- 《매리는 외박중》 (2010년, KBS2) - 요한 역
- 《아내가 돌아왔다》 (2009년, SBS) - 재복 역

### 뮤지컬
- 사랑은비를타고(2013) 동현역
- 싱글즈(2010) 정준역
- 스페셜레터(2009) 정은희역
- 김종욱 찾기(2008) 김종욱역
- 위대핸캣츠비(2007) 캣츠비역